# 匡可任
匡可任（1914年—1977年），男，江苏宜兴人，中国植物分类学家，曾任中国科学院植物研究所研究员。

## 生平
1934年毕业于宜兴高级农林学校。